# Naivaadhoo
Naivaadhoo (Dhivehi: ނައިވާދޫ) is een van de bewoonde eilanden van het Haa Dhaalu-atol behorende tot de Maldiven.

## Demografie
Naivaadhoo telt (stand maart 2007) 389 vrouwen en 373 mannen.